# Малахов, Николай Никитич
Николай Никитич Малахов (1912 — 1983) — советский хозяйственный, государственный и политический деятель, Герой Социалистического Труда.

## Биография
Родился в 1912 году во Владивостоке. Член ВКП(б) с года.
С 1932 года — на хозяйственной, общественной и политической работе. В 1932-19 гг. — матрос 1-го класса на лесовозе «Урицкий», третий, второй, старший помощник капитана на пароходе «Шатурстрой», командир пароходов «Колхозник» и «Уэлен», капитан «огненных рейсов» между СССР и США в годы Великой Отечественной войны, капитан репарационного судна «Сибирь», капитан турбоэлектрохода «Вячеслав Молотов», заместитель начальника, начальник Дальневосточного морского пароходства, начальник управления пассажирского флота Министерства морского флота СССР, старший научный сотрудник сектора истории морского транспорта института «Союзморниипроект»
Указом Президиума Верховного Совета СССР от 3 августа 1960 года присвоено звание Героя Социалистического Труда с вручением ордена Ленина и золотой медали «Серп и Молот».
Избирался депутатом Верховного Совета СССР 3-го созыва.
Умер в 1983 году в Москве.